# テオドロス・アブー・クッラ
テオドロス・アブー・クッラ（ギリシア語: Θεόδωρος Ἀβουκάρας, アラビア語: تواضورس أبو قرة, ラテン文字転写: Tawaḍūrus Abū Qurra, Theodore Abū Qurrah; c. 750, – c. 825）は、シリアがイスラーム時代に入って間もないころの9世紀にシリアで生きた、メルキト派（カルケドン派）キリスト教の主教、神学者（#生涯）。アラビア語を用いて著作を書いた（#著作）。

## 生涯
テオドロスは西暦750年ごろにエデッサ（21世紀現在は「シャンルウルファ」と呼ばれている町）で生まれた。テオドロスは、ハッラーンに近いこのエデッサで主教を務めたが、メルキト派アンティオキア教会の大主教がテオドレト Theodret という人物であった期間（795年-812年）のいずれかの時点で主教を辞めている。確かな情報ではないが、ミーハーイール・スィリーヤーニー（シリア人ミカエル）がテオドロスの主張に反発し、テオドレト大主教にテオドロスを異端の罪により罷免するよう求めたとされる。813年から817年の間のいずれかの時点でテオドロスは、バグラトゥニ朝アルメニアのアショート4世の宮廷で当地の単性論者と論争した。
814年ごろにテオドロスはアレクサンドリアを訪れた。その道中でシナイ半島で逗留し、アブル・トゥファイルという弟子のために『師匠と弟子の書』を書いた。テオドロスは、820年から825年の間のいずれかの年に亡くなった。

## 著作
テオドロス・アブー・クッラは、アブー・ラーイタ・ティクリーティー、アンマール・バスリー、アブドゥルマスィーフ・キンディーらと並んで、アラビア語を用いて著作を書いたキリスト教徒の中で、最初期の人物のひとりである。テオドロスの著作はギリシア語に翻訳され、ビザンツ帝国領内でも回し読みされた。 テオドロスはシリア語でも30編の論文を書いたとされるが、21世紀現在のところ、テオドロスのものと同定された著者不明のシリア語論文は存在しない。テオドロスの著作は、初期イスラーム国家体制下に生きるキリスト教徒の思想に関する重要な同時代史料であり、ドイツ語へはゲオルク・グラーフ Georg Graf による翻訳が、英語へはジョン・ラモロー John C. Lamoreaux による翻訳がある。
テオドロスは、カルケドン公会議で策定された教義を受け入れないキリスト教徒のほか、イスラーム教徒、ユダヤ教徒から頻繁に神学上の挑戦を受けており、これに対して自らの信仰の正しさを論じている。テオドロスの著作においては、イスラーム教神学の概念と用語を用いて伝統的なキリスト教の教義を明確化する記載が散見され、Sidney H. Griffith はテオドロスを「キリスト教徒のムタカッリム」と形容するほどである。テオドロスの所論は少なくとも一人のムゥタズィラ派ムタカッリムの注意を引いた。イーサー・ブン・スバイヒ・ムルダール（Abū Mūsā ʿĪsā ibn Ṣubayḥ al-Murdār, d.841）である。アブル・ファラジ・イスハーク・ナディームは『フィフリスト』で、ムルダールがアブー・クッラに反駁したと記述している。テオドロスが論じた神学上の問題としては主に、三位一体説（Trinity）、受肉説（Incarnation）、そして、機密（Sacraments）に関することがあり、そのほかにはさらに、礼拝の方向（エルサレムやメッカを向くのではなく、東を向くべきであるとした）、十字架などへの崇敬（veneration）が挙げられる。
Questions of Priest Musa という著作の冒頭の2節、「神の実在について」「まことの宗教とは」という節でテオドロスは、文明から切り離された山の中で自分が生まれ育ち、宗教の真実とは何かを問うため、ふもとの町に下りてきたとしたら、という思考実験を試みている。これによりテオドロスは、最重要の神学上の問題について、カルケドン派キリスト教の思想に沿って思索を深めようとした。
テオドロスはまた、816年ごろ、著者がアリストテレスに擬せられているギリシア語の著作 De virtutibus animae をアラビア語に翻訳し、ターヒル・ブン・フサインに奉呈した。

## 翻訳された著作の一覧
- Some works in J.-P. Migne, Patrologia graeca, 97
- I. Arendzen, Theodori Abu Kurra De cultu imaginum libellus e codice arabico (Bonn, 1897)
- C. Bacha, Les oeuvres arabes de Théodore Aboucara (Beyrout, 1904)
- C. Bacha, Un traité des oeuvres arabes de Théodore Abou-Kurra (Tripoli [Syria] – Rome, 1905)
- G. Graf, Die arabischen Schriften des Theodor Abu Qurra, Bischofs von Harran (c. 740–820), in Forschungen zur christlichen Literatur- und Dogmengeschichte, X Band, 3/4 Heft (Paderborn, 1910)
- L. Cheikho, 'Mimar li Tadurus Abi Qurrah fi Wugud al-Haliq wa d-Din al-Qawim', al-Machriq, 15 (1912), pp. 757–74, 825–842
- G. Graf, Des Theodor Abu Kurra Traktat uber den Schopfer und die wahre Religion (Munster, 1913)
- I. Dick, 'Deux écrits inédits de Théodore Abuqurra', Le Muséon, 72 (1959), pp. 53–67
- S. H. Griffith, 'Some Unpublished Arabic Sayings Attributed to Theodore Abu Qurrah', Le Muséon, 92 (1979), pp. 29–35
- I. Dick, Théodore Abuqurra. Traité de l'existence du Créateur et de la vraie religion / Maymar fi wujud al-Kaliq qa-l-din al-qawim li-Thawudhurus Abi Qurra (Jounieh, 1982)
- S. K. Samir, 'Kitab "Jami' wujuh al-iman" wa-mujadalat Abi Qurra 'an salb al-Masih', Al-masarra, 70 )1984), 411–27
- I. Dick, Théodore Abuqurra. Traité du culte des icônes / Maymar fi ikram al-ayqunat li-Thawudhurus Abi Qurra (Jounieh, 1986)
- S. H. Griffith, 'Theodore Abû Qurrah's Arabic tract on the Christian practice of venerating images', Journal of the American Oriental Society, 105 (1985)
- R. Glei and A. Khoury, Johannaes Damaskenos und Theodor Abu Qurra. Schriften zum Islam (Wurzburg, 1995), pp. 86–127, 148–49, 150–53
- Teodoro Abū Qurrah, La difesa delle icone. Trattato sulla venerazione delle immagini, introduzione, traduzione, note ed indici a cura di Paola Pizzo (1995), 192p. ISBN 9788816403840
- Yuliyan Velikov, The Word about the Image. Theodore Abū Qurrah and St Cyril the Philosopher and the Defence of the Holy Icons in the Ninth Century, Veliko Turnovo University Press (2009) (in Bulgarian)
- David Bertaina, "An Arabic account of Theodore Abu Qurra in debate at the court of Caliph al-Ma'mun: A study in early Christian and Muslim literary dialogues", Ph.D. diss., Catholic University of America, 2007.
- John C. Lamoreaux, Theodore Abu Qurrah. "English translation of nearly the complete corpus of Theodore Abu Qurrah’s works, with extensive notes on the Arabic and Greek texts."[4], Brigham Young University, 2006. ISBN 978-0934893008ISBN 978-0934893008

## オンラインでアクセス可能な著作

### アラビア語
- C. Bacha, Un Traité des oeuvres arabes de Théodore Abou-Kurra

### ギリシア語（付ラテン語翻訳）
- Greek works with Latin Translation, from Migne, Patrologia graeca, vol. 97 (and 94) (Paris, 1865)

### 西洋近代語への翻訳
- English: Debate of Theodore Abu Qurra at the court of al-Ma'mun (Arabic text and English translation) par David Bertaina, 2007
- German: G. Graf, Die arabischen Schriften des Theodor Abû Qurra
- French: A treatise on the veneration of images and Demonstration of the Faith of the Church through the two Testaments and the Councils
- Russian: G. Sablukov, Translation of 15 Theodore Abu Qurrah's Greek Works about islam, Missioner 6 (1879), and Dialogue with a Muslim

## 註釈
1. ↑  ムタカッリム（mutakallim）とは、イルムル・カラーム（イスラーム教神学）を研究する人の意。